# Rhénus Sport
O Rhénus Sport é um salão multidesportivo localizado no bairro de Wacken em Estrasburgo, comuna da França. O salão passou por reformas durante o verão de 2003 e foi reinaugurado no mesmo ano. Ele é a sede do Strasbourg IG, clube de basquetebol da comuna de Estrasburgo, recebendo jogos da principal liga nacional.
Em 2017, o clube anunciou uma nova reconstrução visando a expansão da capacidade do salão de 6200 para 8007 lugares. Posteriormente, aumentaram para 10100 lugares com um investimento total de 30 milhões de euros, sendo 4 milhões apenas para expandir a área. A construção está programada para iniciar no verão de 2018. A área do salão será aumentada de 8 mil metros quadrados para 13 mil metros quadrados acordado com uma imobiliárias de escritórios. O novo nome será vinculado a um contrato de patrocínio.

## Configuração
- Localização: Estrasburgo, França[1]
- Capacidade: 6 200 lugares[3]
- Área: 14,979 metros quadrados
- Comprimento: 109 à 213 metros
- Largura: 96,60 metros
- Altura: 10,80 metros

## Eventos

### 2006
- Fevereiro: jogo entre França e Suécia pela Copa Davis
- Julho: torneio preparatório para a Mundial de 2006 de Basquete que contou com as seleções de França, Lituânia, Senegal e China.
- Agosto: 13ª edição do torneio l'Eurotournoi de handball.

### 2007
- Agosto: torneio de preparação para o Europeu de Basquete Masculino entre a França, Grécia, Sérvia e Eslovênia.
  - 14ª edição do torneio l'Eurotournoi de handball.

### 2009
- Abril: conferência do presidente Barack Obama na frente de 3.000 a 4.000 estudantes secundários e universitários.

### 2013
- Agosto: torneio de preparação para o Europeu de Basquete Masculino entre a França, Alemanha, Croácia e Grécia

### 2014
- Junho: sede do Campeonato Europeu de Esgrima